# Bhubaneswar
Bhubaneswar of Bhubaneshwar is de hoofdstad van de Indiase deelstaat Odisha. De stad ligt in het district Khordha en is gegroeid van 647.302 inwoners in 2001, naar 885.363 in 2011.
De stad vormt samen met Puri en Konarak de "gouden driehoek" van Odisha.

## Oorsprong van de naam
De huidige naam van de stad is afkomstig van het Sanskriet-woord Bhuvaneśvara, "de heer van de werelden", een titel van de god Shiva, waaraan de stad opgedragen is. Vroeger heette de stad Ekāmra.
Sinds 19 augustus 1949 is Bhubaneswar de hoofdstad van Odisha, tot 2011 'Orissa' geheten.

## Klimaat
Bhubaneswar heeft een tropisch savanneklimaat (Aw in de klimaatclassificatie van Köppen-Geiger) met droge winters en natte zomers. De gemiddelde jaartemperatuur is 26,6 °C en de gemiddelde neerslag 1628 mm per jaar. De droogste maand, met een neerslag van 10 mm, is januari. De natste maand, op het hoogtepunt van de zuidwestelijke moesson, is juli met een neerslag van 401 mm. De warmste maand is mei, met een gemiddelde temperatuur van 31,4 °C, terwijl de laagste temperaturen worden gemeten in de maanden december en januari met een gemiddelde van 21,1 °C.
| Maand                                                                      | jan  | feb  | mrt  | apr  | mei  | jun  | jul  | aug  | sep  | okt  | nov  | dec  | Jaar  |
| -------------------------------------------------------------------------- | ---- | ---- | ---- | ---- | ---- | ---- | ---- | ---- | ---- | ---- | ---- | ---- | ----- |
| Gemiddeld maximum (°C)                                                     | 27,3 | 31,1 | 34,8 | 36,8 | 37,0 | 33,8 | 30,8 | 30,5 | 30,6 | 30,3 | 28,6 | 26,8 | 31,5  |
| Gemiddelde temperatuur (°C)                                                | 21,1 | 24,6 | 28,2 | 30,4 | 31,4 | 29,9 | 27,9 | 27,6 | 27,4 | 26,4 | 23,7 | 21,1 | 26,6  |
| Gemiddeld minimum (°C)                                                     | 15,3 | 18,8 | 22,9 | 25,8 | 27,4 | 27,1 | 25,9 | 25,5 | 25,1 | 23,1 | 19,1 | 15,7 | 22,7  |
|                                                                            |      |      |      |      |      |      |      |      |      |      |      |      |       |
| Neerslag (mm)                                                              | 10   | 19   | 25   | 28   | 61   | 241  | 401  | 371  | 268  | 149  | 40   | 16   | 1.628 |
| Bron: Bhubaneswar Weather by month // weather averages in climate-data.org |      |      |      |      |      |      |      |      |      |      |      |      |       |

## Bezienswaardigheden
Bhubaneswar heeft als bijnaam de "stad van de tempels". Doordat de stad vroeger een belangrijk religieus centrum was, zijn er vele grote tempels te vinden, van de oudste tempelcomplexen zoals Lingaraja, kleine kapelletjes als de Bindu Sagar, tot moderne tempels:
- Ananta Vasudeva, tempel van Vishnu uit de 8e eeuw.
- Bindu Sagar, bekken dat een beetje van alle heilige waters van gans India zou bevatten.
- Brahmesvara, tempel van Shiva uit de 11e eeuw.
- Khandagiri en Udayagiri, jaïnistische grotten uit de 1e eeuw.
- Lingaraja, tempel van Shiva waarvan de huidige vorm dateert uit de 11e eeuw.
- Mukteswara, tempel van Shiva uit de 10e eeuw.
- Parasuramesvara, tempel van Shiva uit de 7e eeuw.
- Raja Rani, tempel van Shiva uit de 11e eeuw
- Vaital Deul, tempel uit de 8e eeuw.

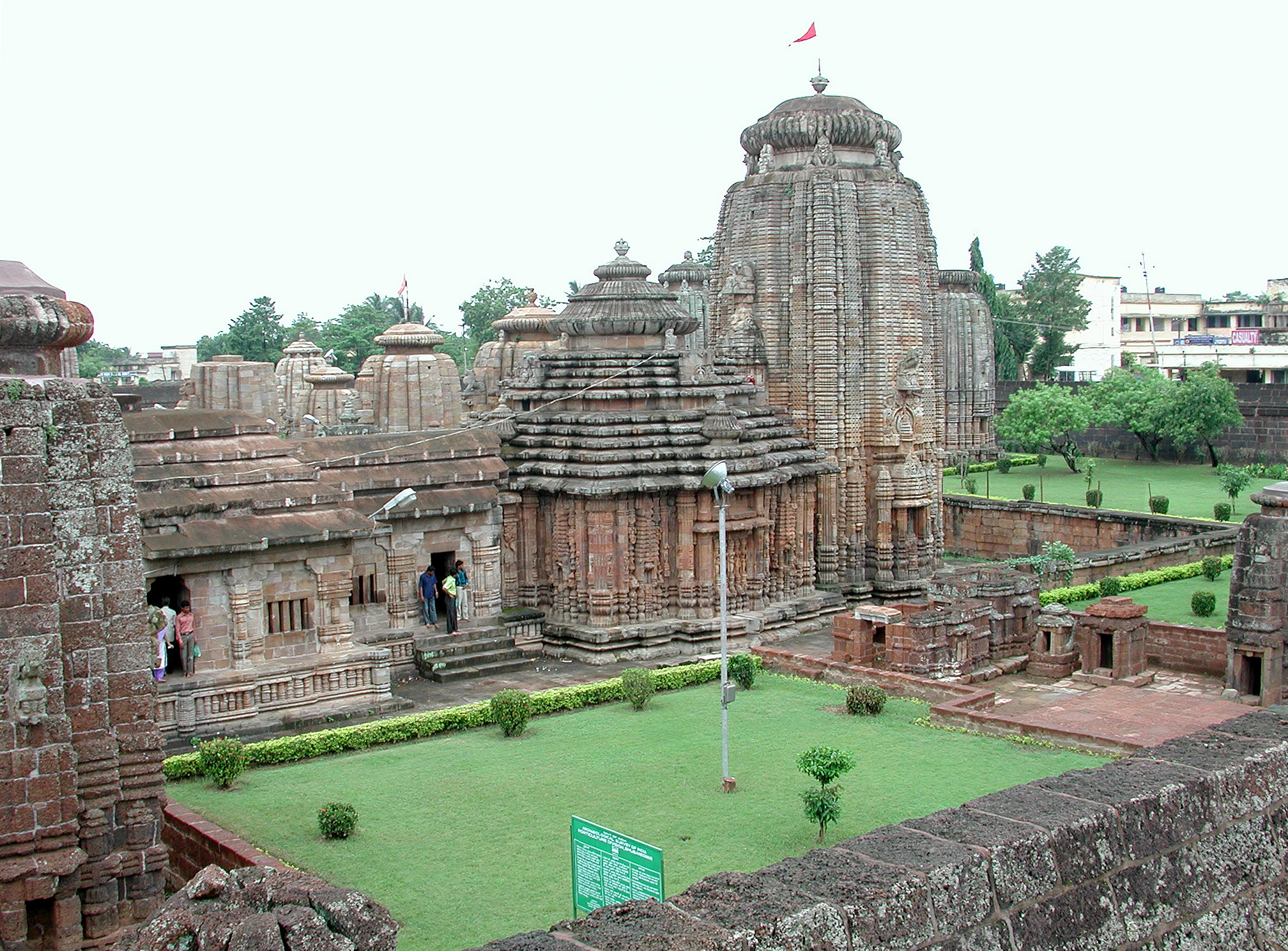
Hindoe tempel Lingaraja

## Bekende inwoners van Bhubaneswar

### Woonachtig (geweest)
- Mira Nair (1957), regisseur en producent